# Rothbad
Rothbad ist ein Ortsteil der Gemeinde Raisting im oberbayerischen Landkreis Weilheim-Schongau.

## Geografie
Der Weiler Rothbad liegt circa einen Kilometer nördlich von Raisting an der Rott.
Unmittelbar nördlich befindet sich die Grenze zum Landkreis Landsberg am Lech, nordöstlich erstreckt sich das Ampermoos.

## Geschichte
Rothbad entstand erst um 1860, als an der Rott zwischen Raisting und Dießen eine kleine Badeanstalt mit Gastwirtschaft errichtet wurde.  
Die Badeanstalt bestand zunächst aus zwei Kabinen und einem Badehäuschen und befand sich rechts der Rott. Seit der Rottregulierung in den Jahren 1919–1925 befinden sich die Nachfolgegebäude links der Rott.

## Sehenswürdigkeiten
In Rothbad befindet sich die Gedächtniskapelle St. Johann Nepomuk von 1925.
Siehe auch: Liste der Baudenkmäler in Rothbad